# Valle de Hunza
El valle de Hunza (en urdu: ‎ہنزہ) es un valle drenado por el río Hunza, cercano a Gilgit y Nagar, situado en los Gilgit-Baltistán de Pakistán. Su capital es Karimabad. Fue el centro del antiguo principado de Hunza, abolido en 1974. La carretera del Karakórum que une Pakistán con China pasa por este valle.
- Existe un valle con el mismo nombre en la cima de los Andes orientales de Colombia, sobre el que se asienta la capital regional boyacense, la histórica  ciudad de Santiago de Tunja.

## Geografía

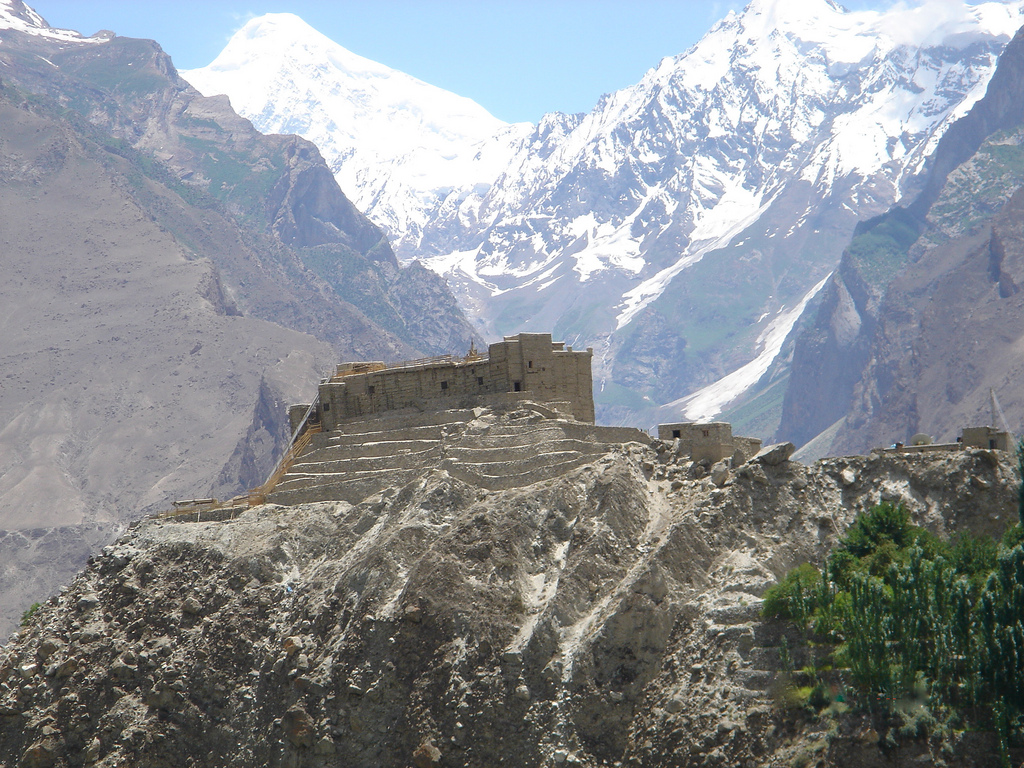
Karimabad en el valle de Hunza

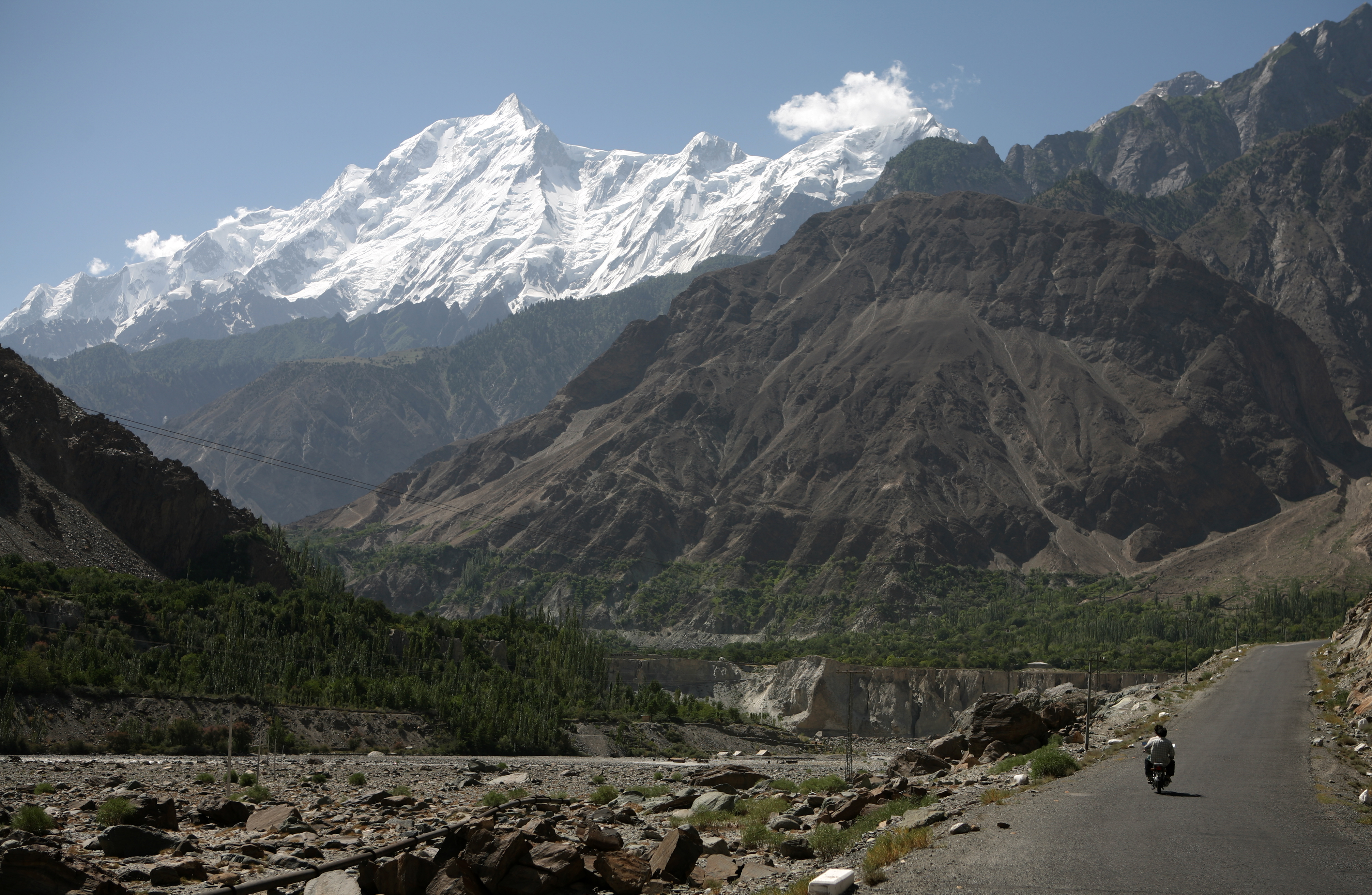
El valle cerca de Chalt y la cara oeste del Rakaposhi

El valle de Hunza se encuentra a unos 2400 metros de altura y se extiende por una superficie de 7900 km². La ciudad más importante y capital es Karimabad, conocida por el espectacular paisaje de montañas que incluye Rakaposhi de 7788 m s. n. m., el Ultar Sar (7388 m), el Bojahagur Duanasir II de 7329 m s. n. m. y el Spantik de 7027 m s. n. m.

## Demografía
Está poblado por el pueblo hunza que hablan burushaski; también se habla el wají y el shina; la mayoría de la población es ismaelita. Se ha extendido el rumor de que algunas tribus que allí habitan pueden alcanzar edades avanzadas llegando a superar el siglo de edad con facilidad, estos son los llamados hunzakuts (un término no oficial el cual forma parte de los rumores). Tanto el término como muchos datos dados sobre las tribus que allí viven han sido confirmados como falsos. 
Entre ellos:
- La longevidad
- La ausencia de enfermedades

## Huellas en la cultura
Esta región es conocida también por el mito de ser el lugar en el que se encuentra Shangri-lá, la tierra de la juventud eterna. El escritor estadounidense James Hilton se inspiró en el valle para su novela Horizontes perdidos (1933), del que se han realizado dos películas la primera en 1937 y una nueva versión de 1973.

## Galería

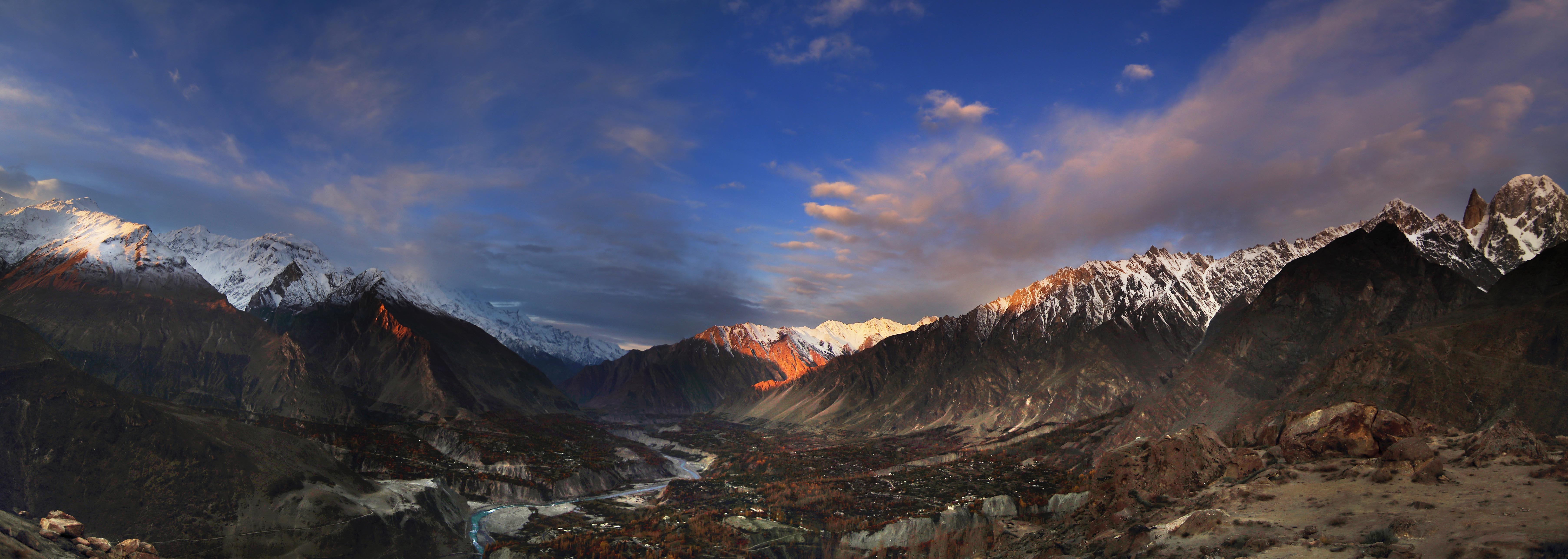
A medida que sale el sol va esparciendo colores alrededor del valle de Hunza.
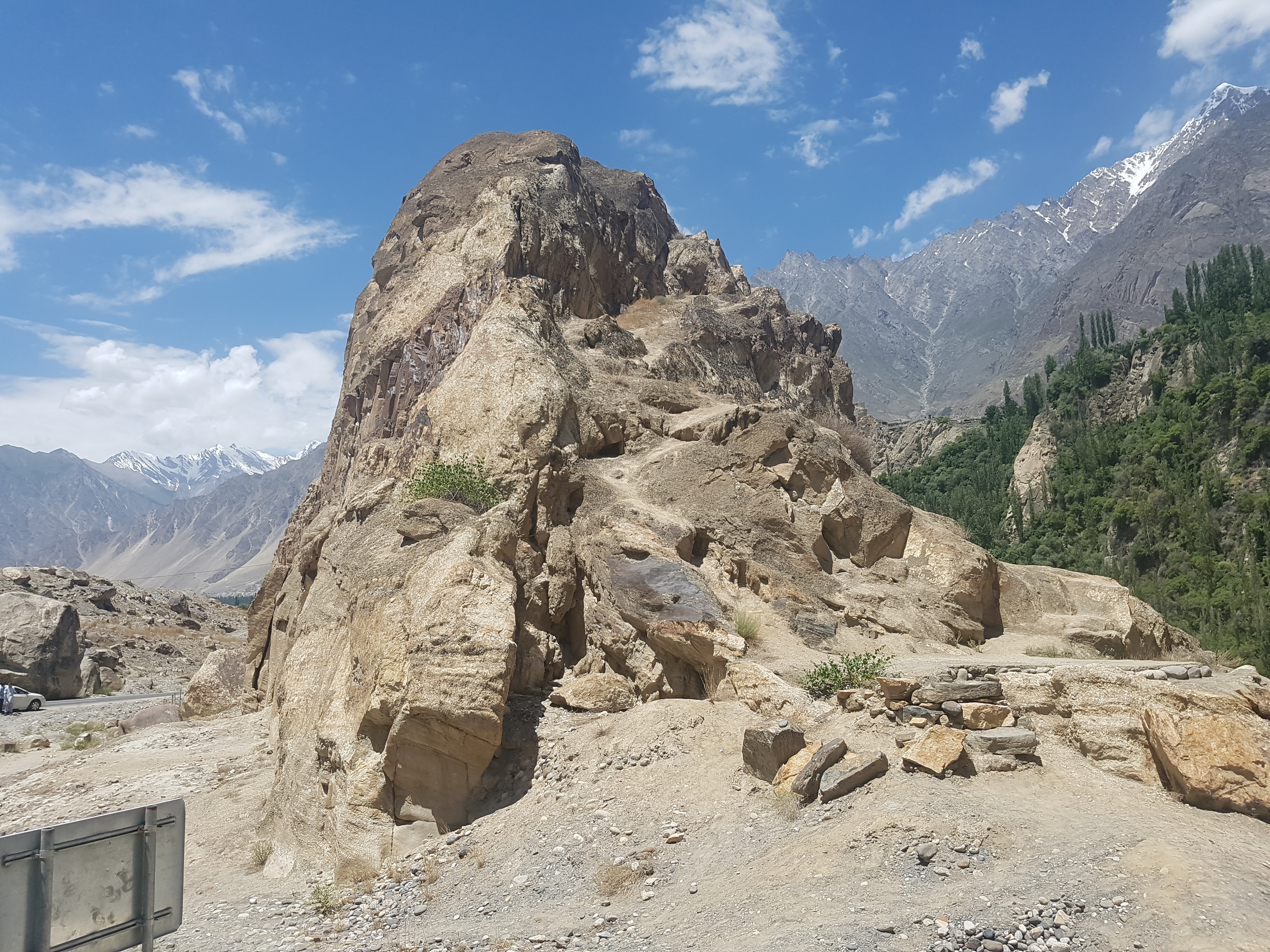
Las rocas sagradas de Hunza contienen dibujos que datan del pasado chamánico de la zona.
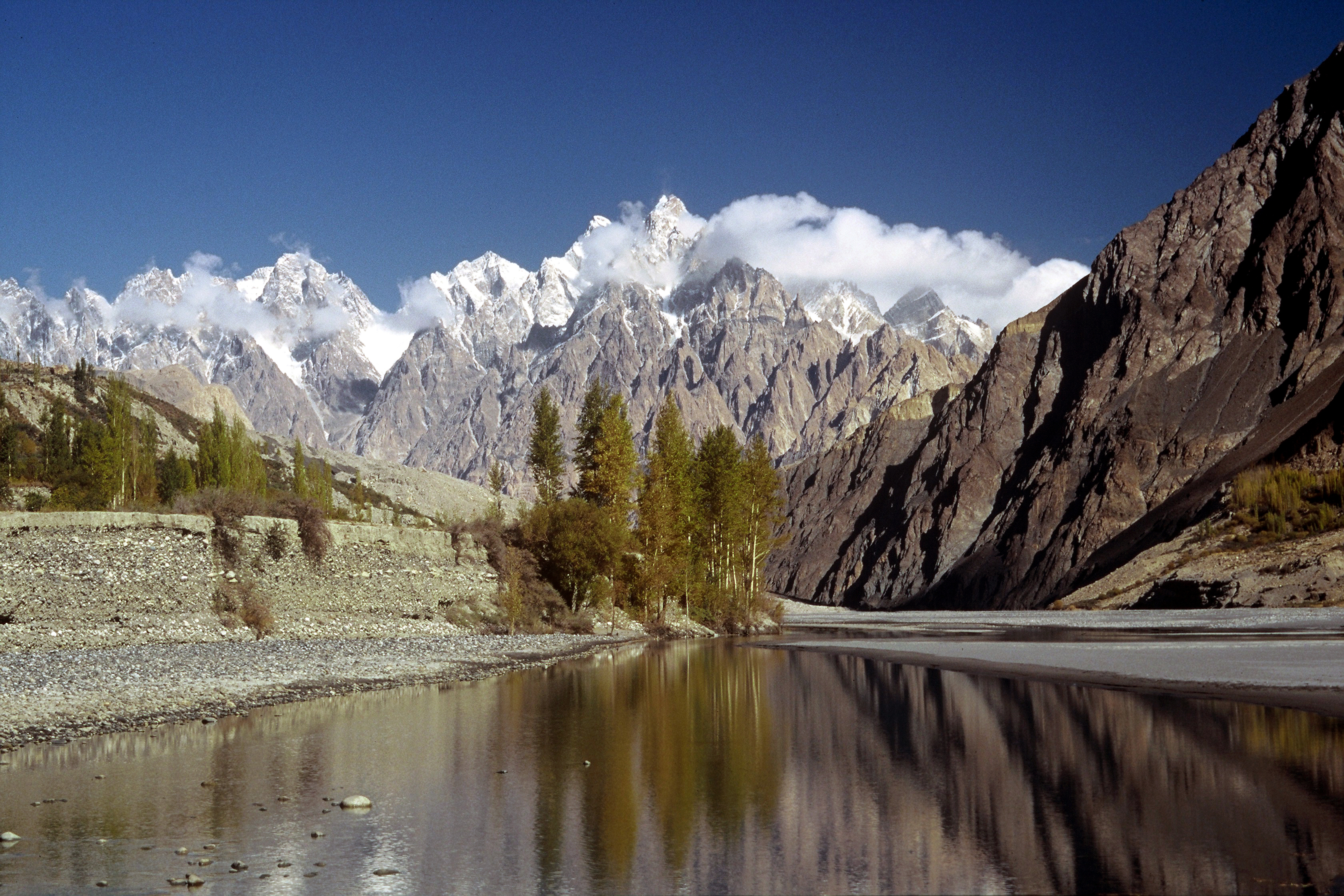
Río Hunza cerca de Gulmit.
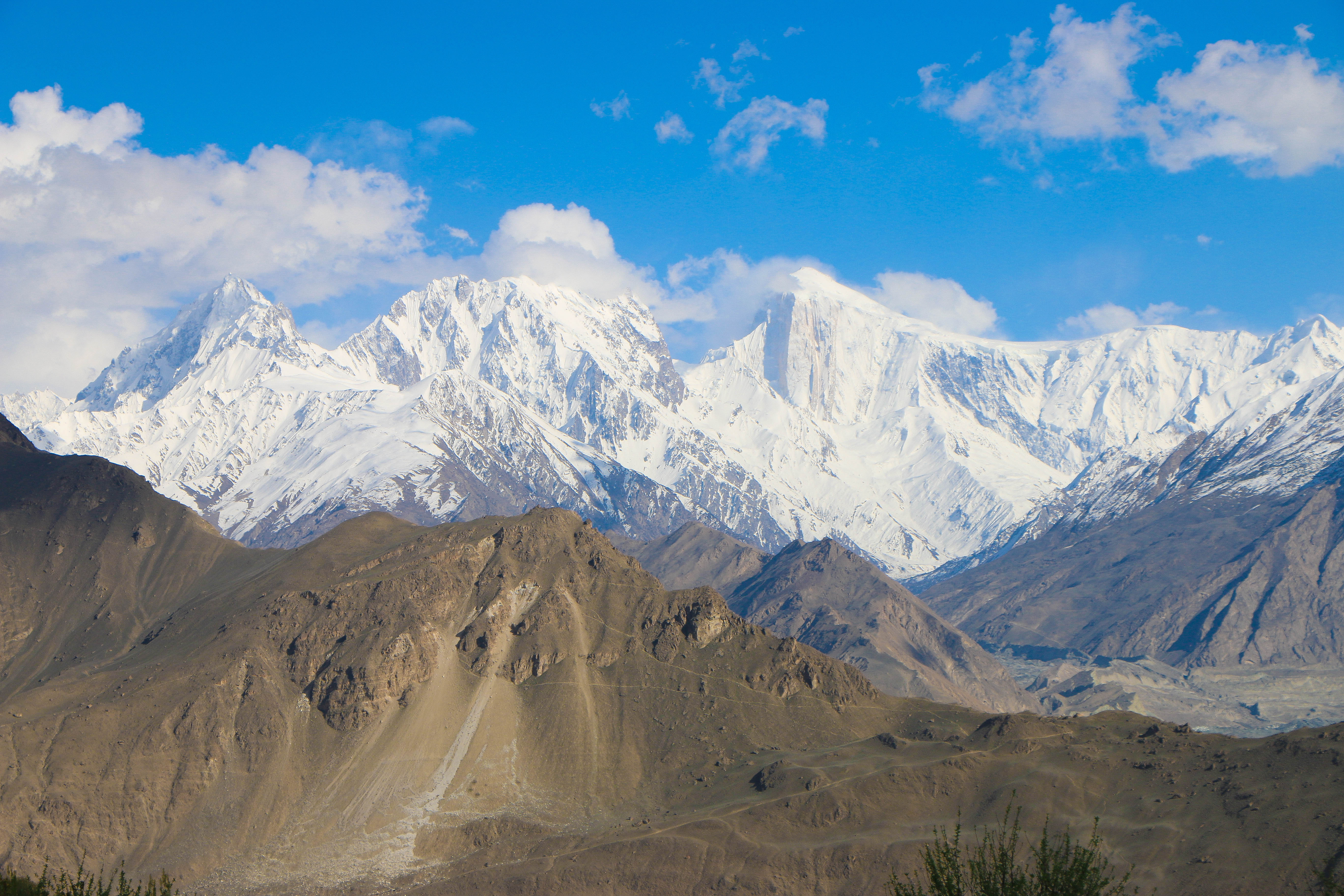
Los 7.027 m (23.054 pies) de altura Pico dorado vistos desde el Fuerte Baltit.
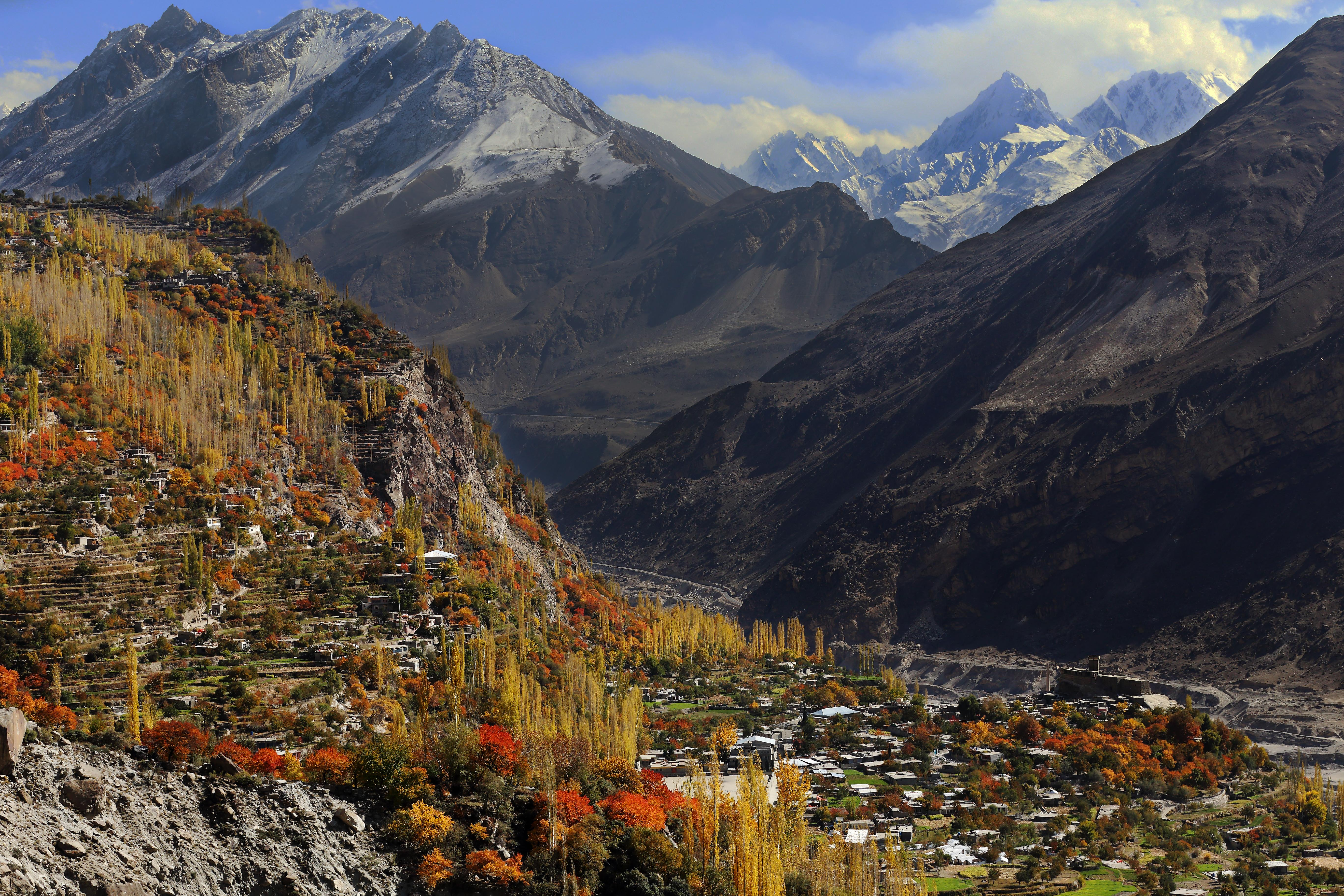
Vista desde el Fuerte Altit.
Una vista panorámica de la meseta de Duikar y los campos de terrazas de Hunza, Pakistán.
Valle de Hunza, visto desde el "Nido del Águila".
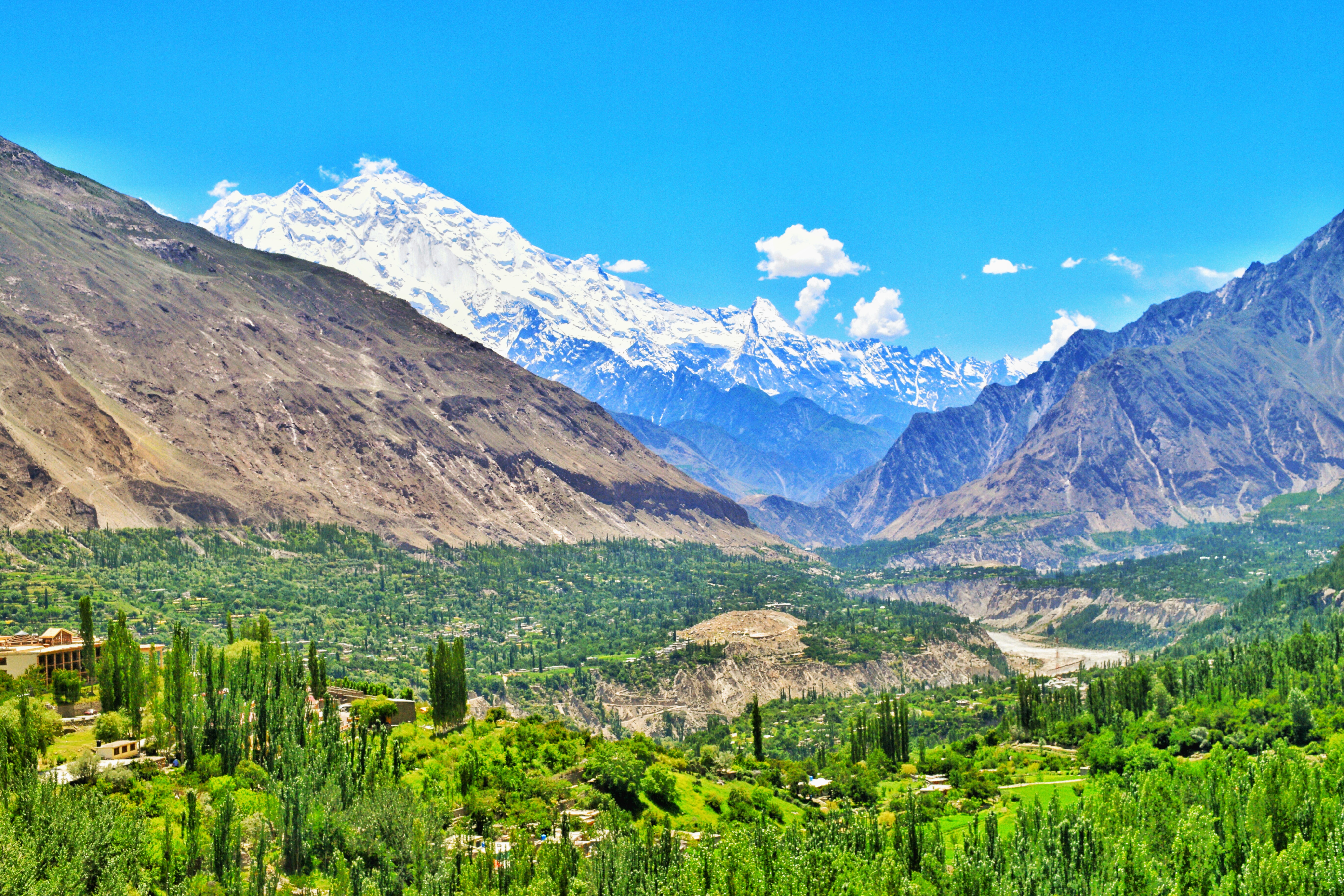
Picos nevados del nido de águilas, valle de Hunza.
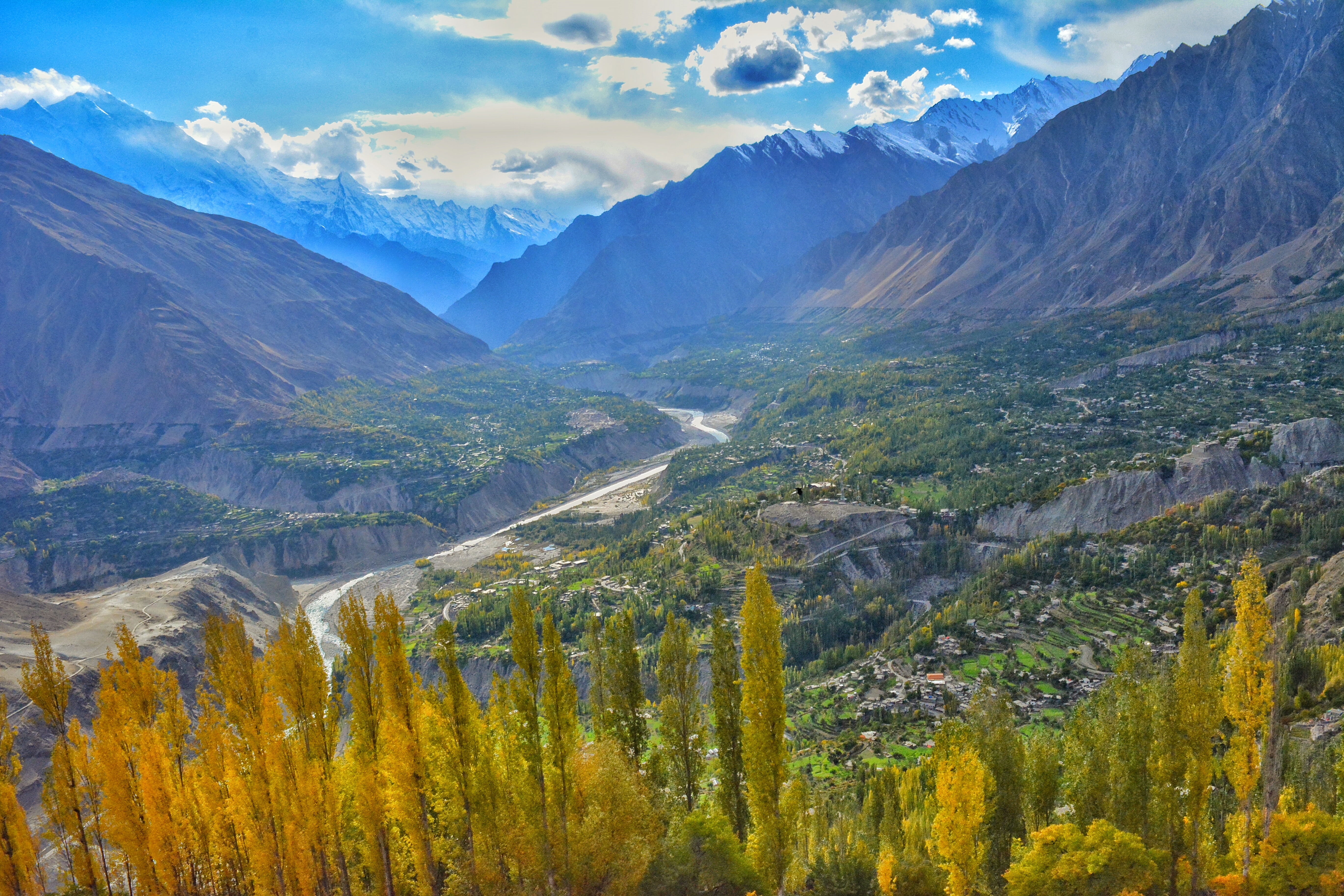
Buceador arriba en otoño.
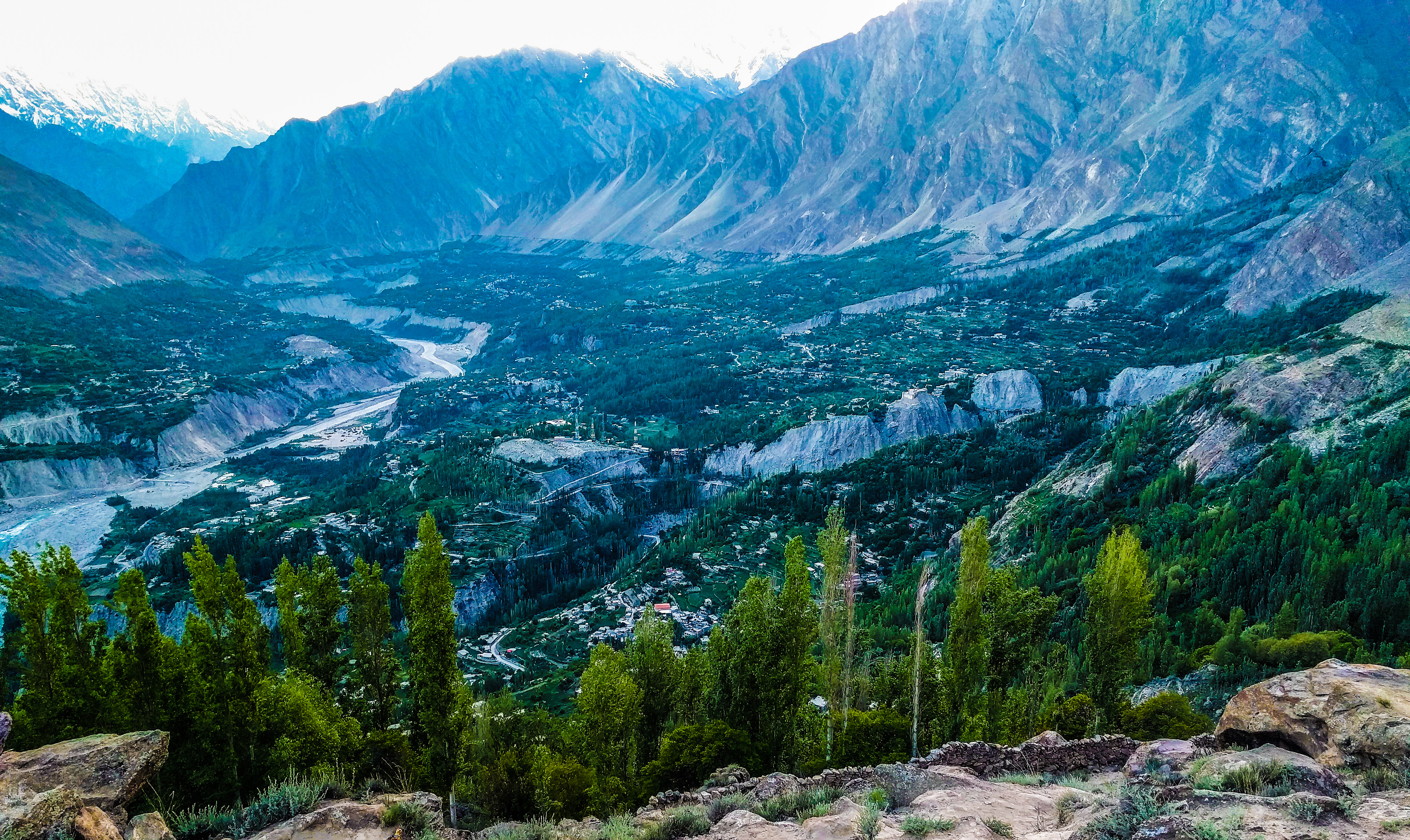
Nido del Águila, Hunza, Gilgit Baltistan, Pakistan.
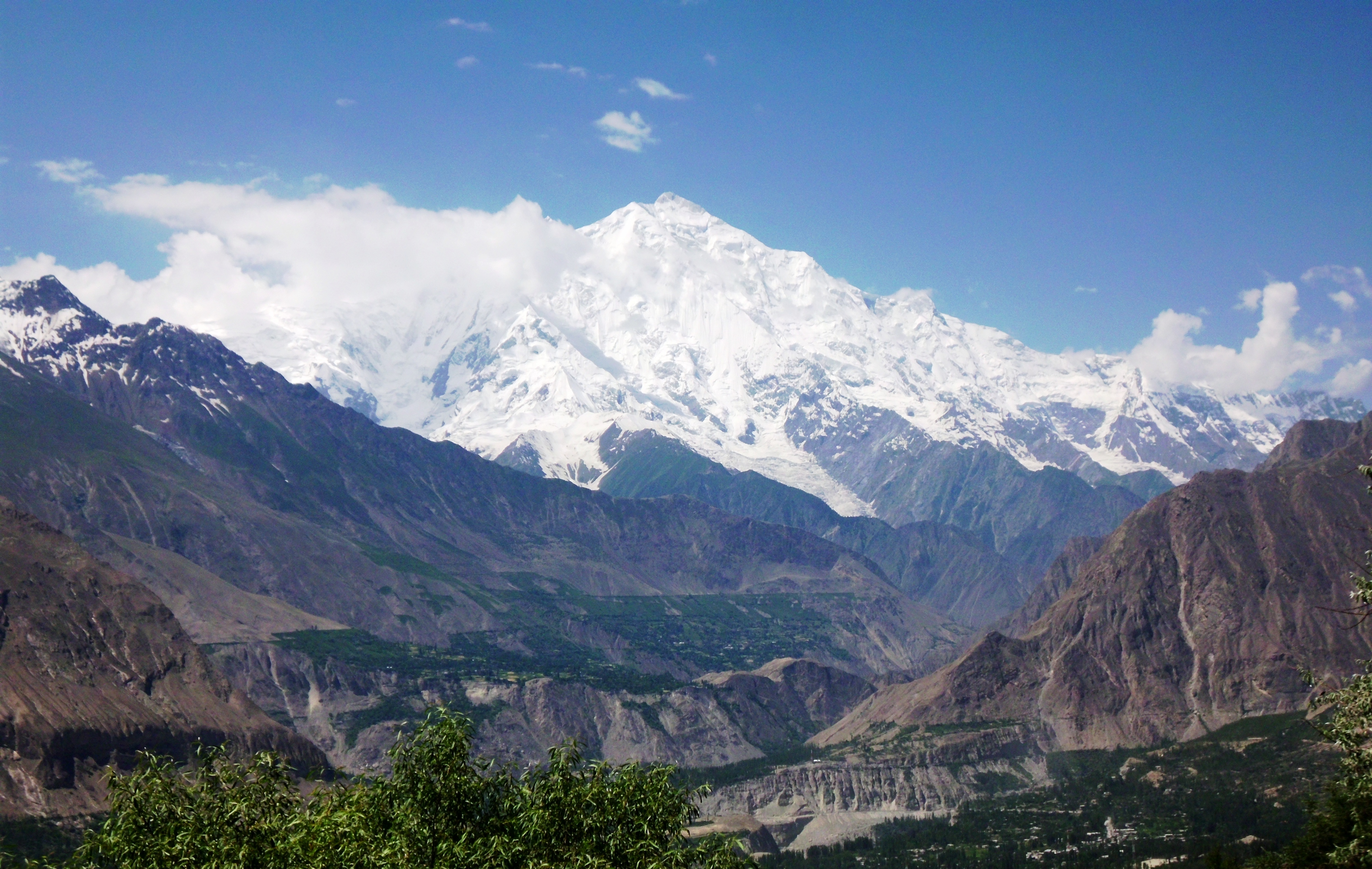
Una vista de Hunza y áreas al norte de Rakaposhi, Pakistan.
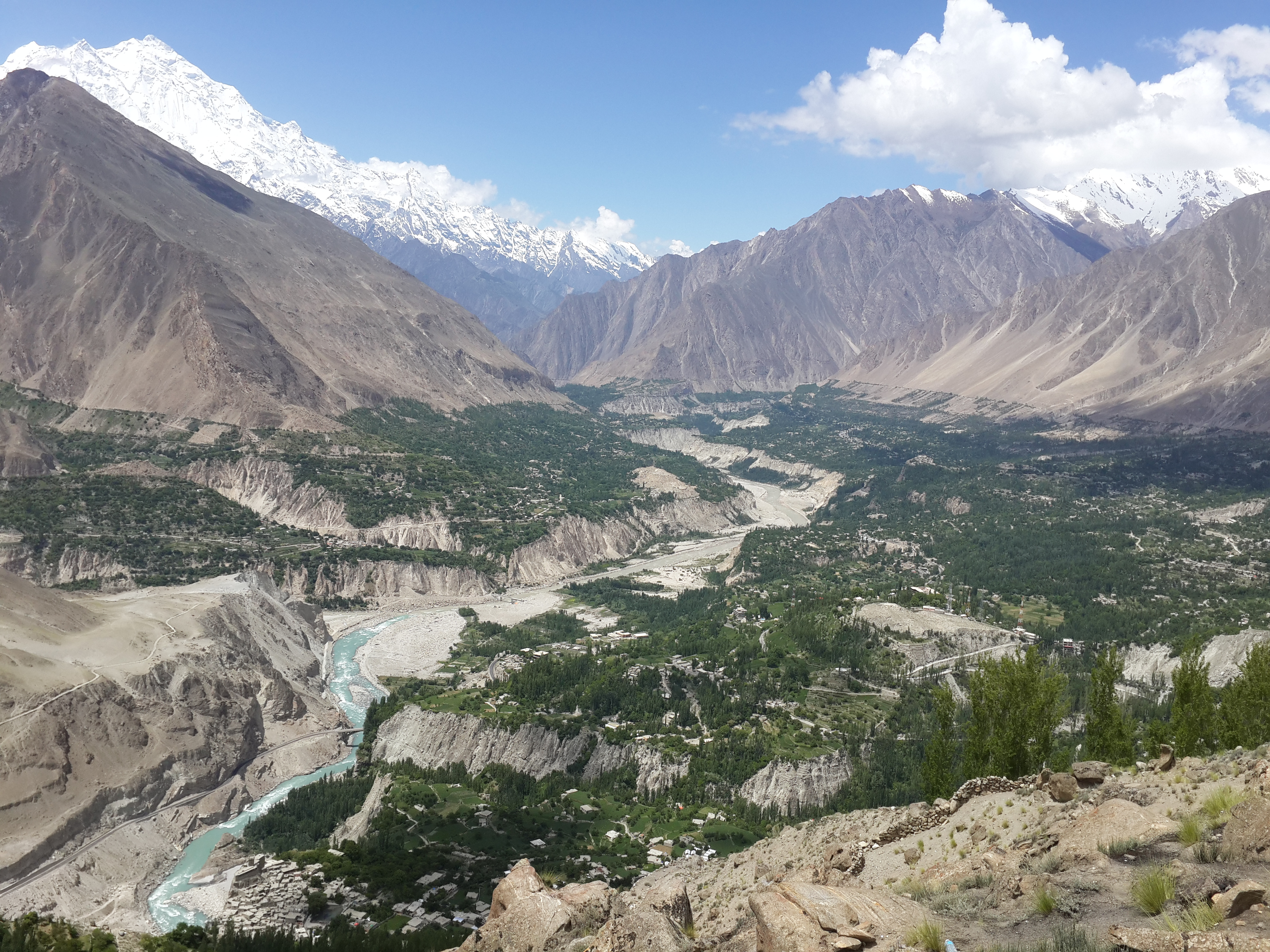
Valle de Hunza.
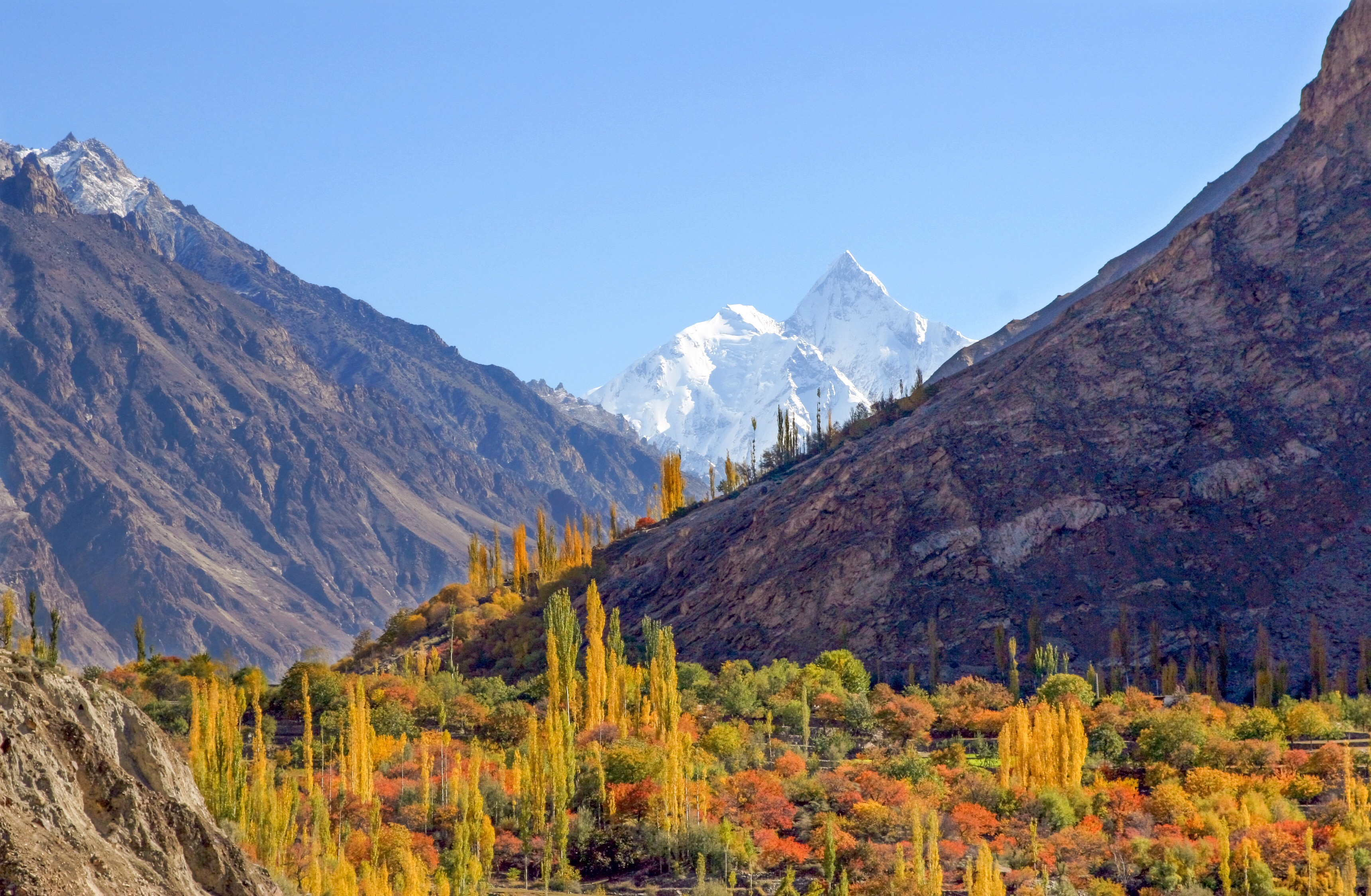
Valle de Hunza a finales de otoño.